# غرانتس (نيومكسيكو)
غرانتس (بالإنجليزية: Grants)‏ هي إحدى مدن ولاية نيومكسيكو في الولايات المتحدة الأمريكية.

## التركيبة السكانية
حدّد مكتب تعداد الولايات المتحدة بيانات التركيبة السكانية لغرانتس في تعداد الولايات المتحدة. في ما يلي، التركيبة السكانية حسب تعدادي 2000 و2010.

### تعداد عام 2000
بلغ عدد سكان غرانتس 8,806 نسمة بحسب تعداد عام 2000، وبلغ عدد الأسر 3,202 أسرة وعدد العائلات 2,321 عائلة مقيمة في المدينة. في حين سجلت الكثافة السكانية 228 نسمة لكل كيلومتر مربع (590.5/ميل2). وبلغ عدد الوحدات السكنية 3,626 وحدة بمتوسط كثافة قدره 93.9 لكل كيلومتر مربع (243.2/ميل2).
وتوزع التركيب العرقي للمدينة بنسبة 56.18% من البيض و1.62% من الأمريكيين الأفارقة و11.97% من الأمريكيين الأصليين و0.92% من الأمريكيين ذوي الأصول الآسيوية و0.12% من سكان جزر المحيط الهادئ و24.80% من الأعراق الأخرى و4.38% من عرقين مختلطين أو أكثر و52.36% من الهسبانيون أو اللاتينيون من أي عرق.
بلغ عدد الأسر 3,202 أسرة كانت نسبة 41.3% منها لديها أطفال تحت سن الثامنة عشر تعيش معهم، وبلغت نسبة الأزواج القاطنين مع بعضهم البعض 49.5% من أصل المجموع الكلي للأسر، ونسبة 17.1% من الأسر كان لديها معيلات من الإناث دون وجود شريك، بينما كانت نسبة 5.9% من الأسر لديها معيلون من الذكور دون وجود شريكة وكانت نسبة 27.5% من غير العائلات. تألفت نسبة 24.1% من أصل جميع الأسر من عدة أفراد يعيشون في نفس المنزل ونسبة 8.5% كانت تتألف من شخص يعيش بمفرده يبلغ من العمر 65 عاماً أو أكثر. وبلغ متوسط حجم الأسرة المعيشية 2.61، أما متوسط حجم العائلات فبلغ 3.06.
بلغ العمر الوسطي للسكان 34.4 عاماً. وكانت نسبة 28.5% من القاطنين تحت سن الثامنة عشر، وكانت نسبة 8.8% بين الثامنة عشر والرابعة والعشرين عاماً، ونسبة 25.1% كانت واقعةً في الفئة العمرية ما بين الخامسة والعشرين والرابعة والأربعين عاماً، ونسبة 21.1% كانت ما بين الخامسة والأربعين والرابعة والستين، ونسبة 11.3% كانت ضمن فئة الخامسة والستين عاماً فما فوق. يوجد لكل 100 أنثى 91.1 ذكر، ويوجد لكل 100 أنثى في الثامنة عشر من عمرها فما فوق 86.9 ذكر.
بلغ متوسط دخل الأسرة في المدينة 30,652 دولارًا، أما متوسط دخل العائلة فبلغ 33,464 دولارًا. وكان متوسط دخل الذكور 31,870 دولارًا مقابل 20,808 دولارًا للإناث. وسجل دخل الفرد الخاص بالمدينة 14,053 دولارًا. وكانت نسبة 19.4% من العائلات ونسبة 21.9% من السكان تحت خط الفقر، وكان من هؤلاء نسبة 32% تحت سن الثامنة عشر ونسبة 11.1% في الخامسة والستين من العمر وما فوق.

### تعداد عام 2010
بلغ عدد سكان غرانتس 9,182 نسمة بحسب تعداد عام 2010، وبلغ عدد الأسر 3,327 أسرة وعدد العائلات 2,265 عائلة مقيمة في المدينة. في حين سجلت الكثافة السكانية 237.8 نسمة لكل كيلومتر مربع (615.9/ميل2). وبلغ عدد الوحدات السكنية 3,804 وحدة بمتوسط كثافة قدره 98.5 لكل كيلومتر مربع (255.1/ميل2).
وتوزع التركيب العرقي للمدينة بنسبة 57.43% من البيض و1.73% من الأمريكيين الأفارقة و16.91% من الأمريكيين الأصليين و0.85% من الأمريكيين ذوي الأصول الآسيوية و0.22% من سكان جزر المحيط الهادئ و18.53% من الأعراق الأخرى و4.33% من عرقين مختلطين أو أكثر و52.08% من الهسبانيون أو اللاتينيون من أي عرق.
بلغ عدد الأسر 3,327 أسرة كانت نسبة 36.4% منها لديها أطفال تحت سن الثامنة عشر تعيش معهم، وبلغت نسبة الأزواج القاطنين مع بعضهم البعض 40.9% من أصل المجموع الكلي للأسر، ونسبة 19.4% من الأسر كان لديها معيلات من الإناث دون وجود شريك، بينما كانت نسبة 7.8% من الأسر لديها معيلون من الذكور دون وجود شريكة وكانت نسبة 31.9% من غير العائلات. تألفت نسبة 27.3% من أصل جميع الأسر من عدة أفراد يعيشون في نفس المنزل ونسبة 10.9% كانت تتألف من شخص يعيش بمفرده يبلغ من العمر 65 عاماً أو أكثر. وبلغ متوسط حجم الأسرة المعيشية 2.54، أما متوسط حجم العائلات فبلغ 3.04.
بلغ العمر الوسطي للسكان 35.7 عاماً. وكانت نسبة 25.9% من القاطنين تحت سن الثامنة عشر، وكانت نسبة 10.2% بين الثامنة عشر والرابعة والعشرين عاماً، ونسبة 25.1% كانت واقعةً في الفئة العمرية ما بين الخامسة والعشرين والرابعة والأربعين عاماً، ونسبة 24.6% كانت ما بين الخامسة والأربعين والرابعة والستين، ونسبة 14.1% كانت ضمن فئة الخامسة والستين عاماً فما فوق. وتوزع التركيب الجنسي للسكان بنسبة 44.7% ذكور و55.3% إناث.

## المناخ
يظهر الجدول التالي التغييرات المناخية على مدار السنة لغرانتس:
| البيانات المناخية لـغرانتس            | البيانات المناخية لـغرانتس | البيانات المناخية لـغرانتس | البيانات المناخية لـغرانتس | البيانات المناخية لـغرانتس | البيانات المناخية لـغرانتس | البيانات المناخية لـغرانتس | البيانات المناخية لـغرانتس | البيانات المناخية لـغرانتس | البيانات المناخية لـغرانتس | البيانات المناخية لـغرانتس | البيانات المناخية لـغرانتس | البيانات المناخية لـغرانتس | البيانات المناخية لـغرانتس |
| الشهر                                 | يناير                      | فبراير                     | مارس                       | أبريل                      | مايو                       | يونيو                      | يوليو                      | أغسطس                      | سبتمبر                     | أكتوبر                     | نوفمبر                     | ديسمبر                     | المعدل السنوي              |
| ------------------------------------- | -------------------------- | -------------------------- | -------------------------- | -------------------------- | -------------------------- | -------------------------- | -------------------------- | -------------------------- | -------------------------- | -------------------------- | -------------------------- | -------------------------- | -------------------------- |
| الدرجة القصوى °ف (°م)                 | 71 (22)                    | 75 (24)                    | 83 (28)                    | 90 (32)                    | 99 (37)                    | 106 (41)                   | 106 (41)                   | 102 (39)                   | 96 (36)                    | 90 (32)                    | 80 (27)                    | 71 (22)                    | 106 (41)                   |
| متوسط درجة الحرارة الكبرى °ف (°م)     | 48.1 (8.9)                 | 53.6 (12.0)                | 60.2 (15.7)                | 68.2 (20.1)                | 77.0 (25.0)                | 87.4 (30.8)                | 89.2 (31.8)                | 86.4 (30.2)                | 81.4 (27.4)                | 71.4 (21.9)                | 58.0 (14.4)                | 49.4 (9.7)                 | 69.2 (20.7)                |
| متوسط درجة الحرارة الصغرى °ف (°م)     | 13.6 (−10.2)               | 17.8 (−7.9)                | 24.2 (−4.3)                | 29.3 (−1.5)                | 38.7 (3.7)                 | 46.8 (8.2)                 | 54.4 (12.4)                | 52.7 (11.5)                | 44.3 (6.8)                 | 32.2 (0.1)                 | 21.1 (−6.1)                | 14.0 (−10.0)               | 32.4 (0.2)                 |
| أدنى درجة حرارة °ف (°م)               | −31 (−35)                  | −18 (−28)                  | −3 (−19)                   | 6 (−14)                    | 15 (−9)                    | 28 (−2)                    | 37 (3)                     | 34 (1)                     | 20 (−7)                    | 10 (−12)                   | −22 (−30)                  | −33 (−36)                  | −33 (−36)                  |
| الهطول إنش (مم)                       | 0.57 (14)                  | 0.43 (11)                  | 0.59 (15)                  | 0.49 (12)                  | 0.63 (16)                  | 0.51 (13)                  | 1.69 (43)                  | 2.10 (53)                  | 1.43 (36)                  | 1.11 (28)                  | 0.68 (17)                  | 0.64 (16)                  | 10.87 (274)                |
| متوسط تساقط الثلوج إنش (سم)           | 2.7 (6.9)                  | 1.9 (4.8)                  | 0.4 (1.0)                  | 0.3 (0.76)                 | 0.0 (0.0)                  | 0.0 (0.0)                  | 0.0 (0.0)                  | 0.0 (0.0)                  | 0.0 (0.0)                  | 0.5 (1.3)                  | 0.7 (1.8)                  | 2.9 (7.4)                  | 9.4 (23.96)                |
| متوسط أيام هطول الأمطار (≥ 0.01 inch) | 4.6                        | 4.1                        | 4.6                        | 2.9                        | 3.5                        | 3.2                        | 7.2                        | 9.2                        | 5.9                        | 4.6                        | 4.4                        | 4.1                        | 58.3                       |
| متوسط الأيام المثلجة (≥ 0.1 inch)     | 1.5                        | 1.2                        | 0.3                        | 0.3                        | 0.0                        | 0.0                        | 0.0                        | 0.0                        | 0.0                        | 0.1                        | 0.5                        | 1.2                        | 5.1                        |
| المصدر: NOAA                          |                            |                            |                            |                            |                            |                            |                            |                            |                            |                            |                            |                            |                            |

## أعلام
- أرت كون
- جوزيف فيدل
- مايك تود
- جاك والاس
- مارفن ستيفنز